# إبراهيم أمين فودة
إبراهيم محمد أمين إبراهيم فودة (1923- 1994)، شاعر وأديب سعودي معاصر، ومن رواد الحركة الأدبية والثقافية في السعودية، وهو أول رئيس لإدارة نادي الوحدة الرياضي، وكان رئيسًا لنادي مكة الأدبي لثلاث دورات على التوالي، ومؤسس مشروع المكتبة الجامعة السعودية.

## نشأته
ولد عام 1342 هـ الموافق 1924 في مكة المكرمة، تلقى تعليمه الأولي على يد والده محمد أمين فودة بمكة، ثم التحق بالمسجد الحرام ودرس فيه، وتخرج في المعهد العلمي السعودي 1357 هـ ، وتوفي عام 1994.

## مناصب تولاها
- وكيل رئيس القضاة في مكة المكرمة.
- ومدير المعارف العام.
- سكرتير ديوان التفتيش بوزارة المالية السعودية.
- سكرتير إدارة وزارة المالية السعودية.
- سكرتير أول لإدارة عموم وزارة المالية السعودية.
- مدير عام للإذاعة.
- ممثل وزارة المالية والاقتصاد الوطني لدى مجلس الوزراء السعودي، ومجلس الشورى السعودي، ووزارة الخارجية السعودية.
- أول رئيس لمجلس إدارة نادي الوحدة الرياضي بمكة.
- أمين لجنة إصلاح مدارس الفلاح.
- ورئيس نادي مكة الأدبي.[2]

## دواوينه ومؤلفاته
1. ديوان مطلع الفجر عام 1984
2. ديوان مجالات وأعماق 1984.
3. ديوان صور وتجاريب 1984.
4. ديوان حياة وقلب 1984.
5. ديوان تسبيح وصلاة 1984.
6. الرياضة والهدف.
7. حديث إلى المعلمين.
8. الشاعر المحسن.
9. المهمة الصعبة.[3]

## التكريم والجوائز
- حصل على درع جامعة أم القرى في مكة المكرمة.
- حصل على ميدالية المؤتمر الأول للأدباء السعوديين.
- حصل على ميدالية المؤتمر الأول للمعلمين السعوديين.[3]